# Duchesse de Bourgogne (bière)
Pour duchesse de Bourgogne, voir Marie de Bourgogne.

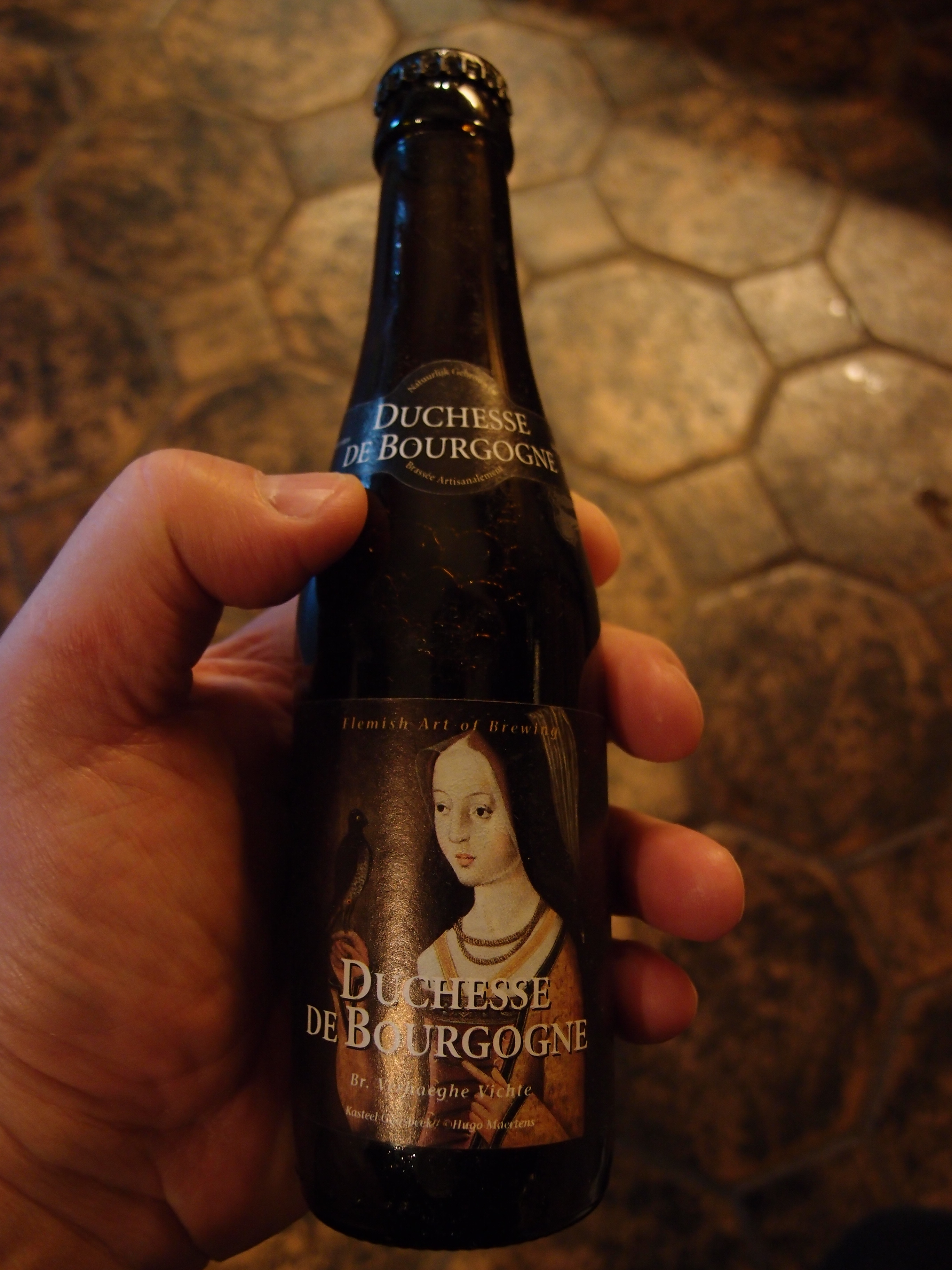
Bière Duchesse de Bourgogne.

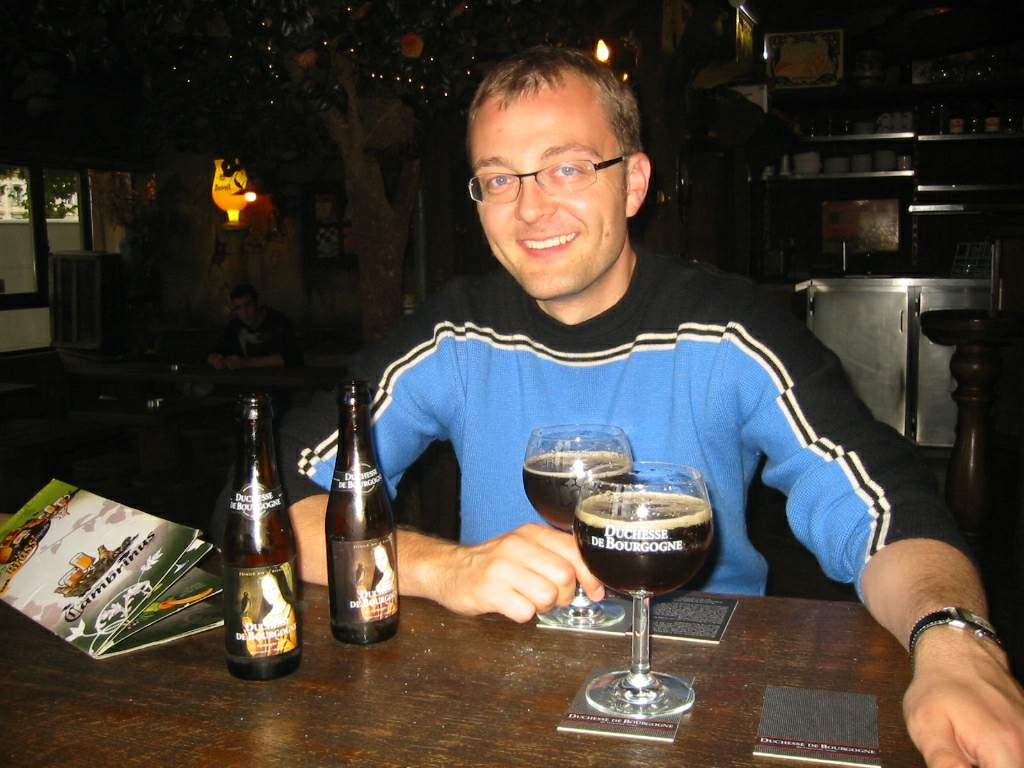
Bières Duchesse de Bourgogne.

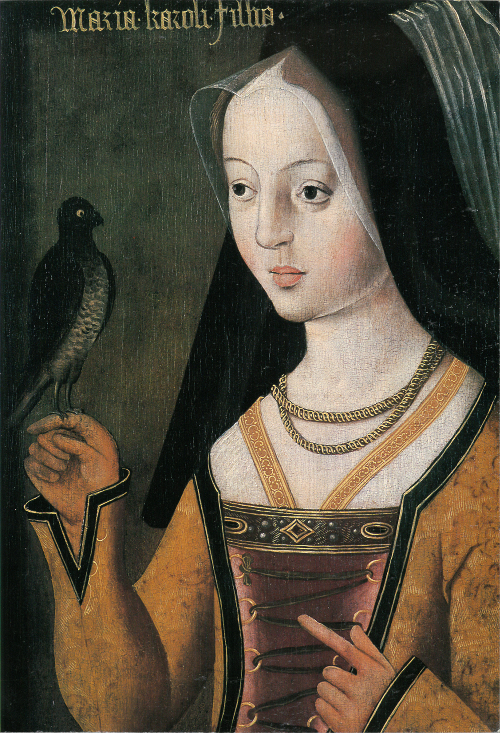
La duchesse Marie de Bourgogne.

Duchesse de Bourgogne est une bière spéciale belge brassée par la brasserie Verhaeghe.

## Origine
La Duchesse de Bourgogne est une bière brassée à la brasserie Verhaeghe à Vichte à 40 km au nord-est de Lille le long de la frontière Franco-Belge. 

## Dégustation
La Duchesse de Bourgogne est une bière de type rouge-brune acajou typique du sud de la Flandre en Belgique. Elle résulte d'une haute fermentation mixte de deux bières, une jeune et une plus ancienne. Puis elle est mûrie en fût de chêne, ce qui lui confère un goût boisé entre bière lambic et cidre. Son arôme est fruité (pomme) et sucré, limpide.
Son volume d'alcool est de 6,2 %.

## Histoire
La Duchesse de Bourgogne en question est Marie de Bourgogne, fille héritière unique du puissant duc de Bourgogne Charles le Téméraire et d'Isabelle de Bourbon. Née en 1457 au Château du Coudenberg à Bruxelles dans les vastes possessions des ducs-comtes de Bourgogne (États bourguignons) qui s'étendent alors jusqu'aux Pays-Bas bourguignons, le comté d'Artois et le comté de Flandre etc. 
Marie de Bourgogne devient prétendante au titre d'impératrice de l'empire germanique en 1477 alors qu'elle est âgée de 20 ans, par mariage avec l'empereur germanique Maximilien Ier du Saint-Empire, ce qui fait d'elle la duchesse la plus puissante et la plus riche d'Europe en plein faste de la Renaissance. Elle lui apporte en dot le comté de Bourgogne, le comté d'Artois, le Charolais et le comté de Flandre. Elle est la grand-mère paternelle de l'empereur Charles Quint.